# Кіндіктинський сільський округ
Кіндікти́нський сільський округ (каз. Кіндікті ауылдық округі, рос. Киндиктинский сельский округ) — адміністративна одиниця у складі Аксуатського району Абайської області Казахстану. Адміністративний центр — село Кіндікти.
Населення — 682 особи (2021; 769 у 2009, 1443 у 1999, 1990 у 1989).
Станом на 1989 рік існувала Алгабаська сільська рада (села Алгабас, Армандастар, Кіндікти, Сарибулак, Шан) колишнього Аксуатського району Семипалатинської області з центром у селі Кіндікти. Село Умбет було ліквідовано 1997 року, села Армандастар, Сарибулак, Чан — 2014 року.

## Склад
До складу округу входять такі населені пункти:
| Населений пункт   | Старі назви | Населення, осіб (1989) | Населення, осіб (1999) | Населення, осіб (2009) | Населення, осіб (2021) |
| ----------------- | ----------- | ---------------------- | ---------------------- | ---------------------- | ---------------------- |
| Алгабас, село     | -           | 260                    | 183                    | 124                    | 62                     |
| Армандастар, село | -           | 179                    | 51                     | 39                     | -                      |
| Кіндікти, село    | -           | 1139                   | 1058                   | 570                    | 619                    |
| --Чан, село       | Шан         | 201                    | 55                     | 17                     | 1                      |
| Сарибулак, село   | -           | 211                    | 96                     | 19                     | -                      |